# Cycas elongata
Cycas elongata — вид голонасінних рослин класу саговникоподібні (Cycadopsida).
Етимологія: від латинського elongatus — «подовжений», з посиланням на подовжені шипи на мегаспорофілах (хоча це не унікальна характеристика цього виду).

## Опис
Стовбури деревовиді, 2–5 м заввишки, 10–20 см діаметром у вузькому місці; 30–60 листків у кроні. Листки яскраво-зелені або сіро-зелені, напівглянсові, завдовжки 90–140 см. Пилкові шишки вузько-яйцевиді, оранжеві або коричневі, завдовжки 25–35 см, 9–13 см діаметром. Мегаспорофіли 20–27 см завдовжки, сіро-повстяні або коричнево-повстяні. Насіння плоске, яйцевиде, довжиною 40 мм, шириною 30 мм; саркотеста жовта.

## Поширення, екологія
Країни поширення: В'єтнам. Зустрічається при низьких висотах від 50 до 200 м. Цей вид зустрічається від лісів до відкритих чагарників на схилах, на сухих піщаних ґрунтах, отриманих від грубого кременистого граніту.

## Загрози та охорона
Велика частина лісового середовища проживання була скорочена на паливо і очищена для сільського господарства. Прибережні райони були спрямовані для майбутнього розвитку. Вид також дуже популярні в В'єтнамі та Китаї, і велика кількість рослин видаляються з дикої природи.